# Németh László utca
Németh László utca, anciennement Szalmás Piroska utca est une rue de Budapest, située dans le quartier de Terézváros (6e arrondissement).